# Esküvői film

## Az esküvői filmkészítés története
Az esküvői filmkészítés gyökerei a celluloid filmes korszakig nyúlnak vissza. A modern videokamerák megjelenése előtt a családtagok és barátok készítettek felvételeket a 8mm-es és 16mm-es filmes kamerákkal, amelyek erősen limitálva voltak a filmszalag hossza és a magas előhívási költségek miatt.
Az 1980-as évek elején került az üzletekbe a Sony első amatőr videokamerája, amelyet a többi gyártó cég hasonló tudású kamkorderei követtek. Ezzel a fejlesztéssel már nem csak a tehetősek kiváltsága lett, hogy mozgóképen is megőrizzék az esküvői emlékeiket. Ebben a korai szakaszban először a hobby-videósok kezdtek el üzleti lehetőséget felfedezni az esküvői iparágban, de a technikai felszerelés adta lehetőségek még elég primitívnek mondhatóak. A felvételkészítéshez nagy fényerejű lámpákra volt szükség, a kamerák szerény színvisszaadó képessége és a gyenge minőségű mikrofonok nem voltak képesek a ma elvárható színvonalat produkálni. A legtöbb esküvői felvételt vágatlanul, még az este folyamán VHS kazettán átadták a párnak. Ha ezeket a kazettákat másolni kezdték, jelentős minőségvesztés keletkezett.
Még mielőtt kialakulhatott volna egy erre az iparágra specializálódott igényes szolgáltatóréteg, az esküvői videósok rossz hírneve már ebben az időszakban meghatározta a szakma későbbi megítélését. A piacot kezdték ellepni a rutinnal és technikai háttérrel nem rendelkező amatőrök, akik lámpáik fényárjával tették tönkre a meghitt esküvői hangulatot, majd a rossz minőségű vágatlan anyagokkal okoztak végképp csalódást.
Az 1990-es évek elején a tengerentúlon megindult egy szakmai összefogás, amely mára az USA-ban már nagy hírnévre tett szert, és szövetségbe tömöríti az esküvő- és rendezvény filmezéssel foglalkozó cégeket. Létrejött egy úgynevezett ‘prosumer’ fogyasztói réteg, amely az amatőr és a professzionális filmgyártás közötti hézagot fedi le, és igen erős vásárlói potenciállal rendelkezik. Ezt felismerve, a 90-es évek közepére a gyártók egyre több - kifejezetten ezt a réteget megcélzó - terméket dobtak piacra, amely technikai paramétereit tekintve legyőzi azokat a minőségi korlátokat amellyel addig az esküvői videózással foglalkozó amatőröknek meg kellett küzdeniük.
A kamerák kisebbek, könnyen kezelhetőek lettek, és kedvezőtlen fényviszonyok mellett is elfogadható képet produkálnak, ezzel lehetővé téve a diszkrét jelenlétet. A ma esküvői videókészítésre használt kamerákkal televíziós műsorok, sőt Hollywood-i produkciók is készülnek. (Spike Lee)
Ami még a kamerák fejlődésénél is nagyobb minőségi változást hozott az esküvői videókészítésben, az a nemlineáris számítógépes utómunkaállomások megjelenése volt. Már minőségvesztés nélkül, digitális formában lehetett vágni az elkészített anyagot, amely munkafolyamat végére - a DVD lemezek, -írók és lejátszók elterjedésével - a digitális adathordozók tették fel a koronát. A végtermék - ha gondos kezek munkája - versenyre kelhet egy mozifilmmel.
Egy esküvői DVD menüje ma már tartalmazhat fejezet- és kamera kiválasztást, fotómontázst, videóklipet, családfát, interjúkat, narrációt és extra jeleneteket.
Az iparág rohamosan fejlődik, nagy a harc a megrendelők kegyeiért, akik szerencsére egyre igényesebbek, és az esküvői fotográfia mellett ma már természetes alapigény a profi esküvői videófilm megrendelése is.
A kép- és hangminőségi fejlődés továbbra sem áll meg, hiszen egyre nagyobb igény mutatkozik a HD filmek iránt, amelynek szélesebb körben való elterjedése újabb fejezetet jelent majd az esküvői videózás történetében is.Az esküvői filmek készítésében az alább felsorolt öt alapvető stílusirányzattal találkozhatunk. A különböző stúdiók legtöbbször jól megkülönböztethető stílust képviselnek, más esetekben a szakemberek képesek többféle igényt kielégíteni, illetve ötvözni az irányzatokat az ügyfél kívánságainak megfelelően.

## Esküvői film stílusok
Vannak párok, akik moziszerű élményre vágynak, sok utómunkával elkészíthető aláfestő zenés, effektes, „színes-szélesvásznú” esküvői filmre. Mások inkább a kevésbé észrevehető vágásokat, a naturális hatást kedvelik, vagy éppen csupán a nyersanyagot szeretnék megkapni letisztázva.
Bár a legtöbb szakember az utómunka során képes az alább felsorolt stílusirányzatok kombinálására, a mai esküvői filmkészítés alapvető irányzatai a következőek:

### 1. Zsurnaliszta vagy dokumentarista stílus (Documentary)
Ezeket a filmeket az események puszta dokumentálása jellemzi, néha utólag szerkesztett zenei aláfestéssel. A nap eseményei lineárisan követik egymást a vágás után is, megőrizve ezzel a folyamatosságot. Ez a filmstílus egyszerűen egy hiteles bizonyítéka annak, hogy minden úgy történt, ahogyan azt a filmen látjuk. Természetes, naturális, effekt – mentes, igen elterjedt irányzat.

### 2. Moziszerű (Cinematic)
Ezt a stílusirányzatot a mozifilmekből kölcsönzött technikai megoldások jellemzik. Célja lehet a drámai, humoros, romantikus stb. hatás elérése, ezt a hangulatot zenei aláfestéssel, és/vagy az effektek sokszor viszonylag szabadfelfogású használatával érhetik el. Jellemzői pl. a fekete-fehér képsorok vagy a lassított mozgások alkalmazása. Az ebben a stílusban készült filmek általában nagyobb hatást váltanak ki a nézőkből, mint a puszta eseményrögzítés.

### 3. Tudósító stílus (Storytelling)
A menyasszony és a vőlegény, valamint a nap történetének elmesélésére koncentráló irányzat gyakran foglal magába narrációs elbeszélést, amelyet vagy a nap folyamán, vagy utólag a stúdióban vesznek fel. A hangot az utómunka során adják hozzá a filmez egy külön audio track-en, a hatás fokozása vagy az események összefűzése érdekében. A stílus jellemzője, hogy gyakran használ beállított jeleneteket, megrendezett eseményeket. Ez az irányzat Magyarországon kevésbé elterjedt.

### 4. Rövidfilm (Short Film)
A 15 és 50 perc közötti esküvői videók gyűjtőneve. A legtöbb esküvői rövidfilm a Mozi – szerű stílusból kölcsönzi a látványelemeket, és használja a zenei aláfestést. Gyakran videóklip formájában követik egymást a nap különböző eseményeinek, helyszíneinek összefoglalói. (Előkészületek, ceremónia, fotózás, fogadás, stb.) Az utómunka során ajánlott a saját zeneválasztás, ez nagyban befolyásolja a vágást és így meghatározza az elkészült film hangulatát.

### 5. Hagyományos stílus (Traditional)
A tradicionális esküvői videók általában nagyban hasonlítanak az amatőr, házi videókra. Bár ritkábban már feliratok és átmenetek használatával, de általában a nyersanyag eredeti, vagy alig vágott hosszában készített 2-3 órás esküvői videók, amelyek az eredeti hangot tartalmazzák a film teljes hosszában. Régebben széles körben elterjedt volt, ma már egyre kevésbé van igény erre az irányzatra.

## Fordítás
- Ez a szócikk részben vagy egészben  a   Wedding videography című angol Wikipédia-szócikk fordításán alapul.  Az eredeti cikk szerkesztőit annak laptörténete sorolja fel. Ez a jelzés csupán a megfogalmazás eredetét és a szerzői jogokat jelzi, nem szolgál a cikkben szereplő információk forrásmegjelöléseként.